# Gornja Pološnica
Gornja Pološnica (izvirno srbsko Горња Полошница) je naselje v Srbiji, ki upravno spada pod Občino Kosjerić; slednja pa je del Zlatiborskega upravnega okraja.

## Demografija
V naselju živi 128 polnoletnih prebivalcev, pri čemer je njihova povprečna starost 45,7 let (44,7 pri moških in 46,6 pri ženskah). Naselje ima 45 gospodinjstev, pri čemer je povprečno število članov na gospodinjstvo 3,38.
To naselje je popolnoma srbsko (glede na rezultate popisa iz leta 2002).
|  |

| Demografija | Demografija     | Demografija     |
| Leto        | Št. prebivalcev | Št. prebivalcev |
| ----------- | --------------- | --------------- |
|             |                 |                 |
|             |                 |                 |
|             |                 |                 |
|             |                 |                 |
| 1948        | 213             |                 |
| 1953        | 207             |                 |
| 1961        | 263             |                 |
| 1971        | 166             |                 |
| 1981        | 144             |                 |
| 1991        | 141             | 140             |
| 2002        | 152             | 152             |
|             |                 |                 |

| Etnična sestava po popisu iz leta 2002 | Etnična sestava po popisu iz leta 2002 | Etnična sestava po popisu iz leta 2002 | Etnična sestava po popisu iz leta 2002 | Etnična sestava po popisu iz leta 2002 |
| -------------------------------------- | -------------------------------------- | -------------------------------------- | -------------------------------------- | -------------------------------------- |
| Srbi                                   | Srbi                                   |                                        | 152                                    | 100,0%                                 |
| Neznano                                | Neznano                                |                                        | 0                                      | 0,0%                                   |